# 克列霍維奇
49°0′3″N 24°9′8″E / 49.00083°N 24.15222°E
克列霍維奇（烏克蘭語：Креховичі），是烏克蘭西部的村莊，隸屬伊萬諾-弗蘭科夫斯克州的卡盧什區。該村始建於1419年，面積21.2平方公里，2017年人口2,375，人口密度每平方公里116.4人。
1. ↑  . Вікіпедія. 2024-01-23 （乌克兰语）.